# Aphanicercella barnardi
Aphanicercella barnardi is een steenvlieg uit de familie Notonemouridae. De wetenschappelijke naam van de soort is voor het eerst geldig gepubliceerd in 1931 door Tillyard.